# خود من و من
خود من و من یک نمایشامه است که در سال ۲۰۰۷ توسط ادوارد آلبی نوشته شد. این نمایشنامه یک درام خانوادگی پوچ‌انگار است

## خلاصه داستان
این نمایشنامه داستان پیچیده مادری را روایت می‌کند که رابطه صمیمی با «دکتر» برقرار کرده و نمی‌تواند به دو پسر ۲۸ ساله اش بگوید که جدا از او زندگی کنند. بخشی از این مشکل ممکن است به این دلیل باشد مه که او نام دو پسر را «اتو» و «اتو» گذاشته است—که دکتر علت آن را «تقارن، بله، اما نه منطق» می‌داند. این نمایشنامه زمانی شروع می‌شود که اتو (پسر بزرگتر) به مادرش می‌گوید که خانه را ترک می‌کند تا به یک فرد چینی تبدیل شود و می‌گوید که برادر کوچکتری دیگر وجود ندارد. این امر موجب ناراحتی اتو (برادر کوچکتر) می‌شود و به جستجوی مدرکی می‌گردد که زنده بودنش را تأیید کند. «مورین»، دوست دختر برادر کوچکتر به این بازی کشیده می‌شود.
بازی با کلمات و معانی در مورد ایده‌های مختلف معانی و جنبه‌های عشق همراه با بازگفت‌های مختلف فرهنگی منابع فراوان در این نمایشنامه مشاهده می‌شود.

## تاریخچه تولید
خود من و من برای اولین بار در سال ۲۰۰۸ و در miss kriti تئاتر در پرینستون نیوجرسی به روی صحنه رفت. کارگردان آن امیلی مان و طراح آن توماس لینچ و طراحی صحنه و لباس توسط جنیفر فون Mayrhauser بود. بازیگران شامل Tyne Daly (مادر), Michael Esper (اتو), Brian Murray (دکتر) شارلوت Parry (مورین) استفان پین (مرد) و Colin Donnell (اتو) بودند.
بن برانتلی در سال ۲۰۰۸ نقد و بررسی برای نیویورک تایمزنوشت که من خودم و من است «در سنت آقای آلبی اواسط و اواخر حرفه‌ای کار می‌کند مانند ازدواج بازی و این بازی در مورد بچه: تکه‌تکه فلسفی vaudevilles که به نوبه خود به اساسی‌ترین پرسش از هویت به کلامی نرم-کفش. همچنین harks بازگشت به اوایل تمرینات در absurdism (از جمله یک acters گودال ماسهبازی و رویای آمریکایی) زغال سنگ سیاه و کمدی از زمانی که عجول و بی پروا نویسندگان جوان reveled در سرنگونی تئاتر سنت است.»
این بازی برای اولین بار در نیویورک در نویسان افق در سپتامبر ۲۰۱۰. بازیگران برجسته الیزابت اشلی (مادر), Zachary Booth (اتو), Brian Murray (دکتر) ناتالیا Payne (مورین) استفان پین (مرد) و پرستون Sadleir (اتو).